# José António Bargiela
José António Bargiela, známý jako José António (29. října 1957 Cascais – 2. června 2005 Carcavelos) byl portugalský fotbalový obránce. Zemřel 2. června 2005 ve věku 47 let na srdeční zástavu.

## Fotbalová kariéra
Na klubové úrovní hrál v portugalské lize za GD Estoril Praia a Belenenses Lisabon. Nastoupil ve 280 ligových utkáních a dal 8 gólů. S CF Os Belenenses vyhrál v roce 1989 Portugalský pohár. V Poháru vítězů pohárů nastoupil ve 2 utkáních a v Poháru UEFA nastoupil v 6 utkáních. Na Mistrovství světa ve fotbale 1986 nastoupil v utkání s Anglií. Za portugalskou reprezentaci nastoupil v letech 1985–1986 ve 3 utkáních.

## Ligová bilance
| Ročník                      | Zápasy | Góly | Klub             |
| --------------------------- | ------ | ---- | ---------------- |
| 1. portugalská liga 1978/79 | 29     | 4    | GD Estoril Praia |
| 1. portugalská liga 1979/80 | 28     | 0    | GD Estoril Praia |
| 2. portugalská liga 1980/81 | 27     | 3    | GD Estoril Praia |
| 1. portugalská liga 1981/82 | 30     | 0    | GD Estoril Praia |
| 1. portugalská liga 1982/83 | 30     | 1    | GD Estoril Praia |
| 2. portugalská liga 1983/84 | -      | -    | CF Os Belenenses |
| 1. portugalská liga 1984/85 | 25     | 2    | CF Os Belenenses |
| 1. portugalská liga 1985/86 | 23     | 0    | CF Os Belenenses |
| 1. portugalská liga 1986/87 | 24     | 0    | CF Os Belenenses |
| 1. portugalská liga 1987/88 | 31     | 0    | CF Os Belenenses |
| 1. portugalská liga 1988/89 | 33     | 1    | CF Os Belenenses |
| 1. portugalská liga 1989/90 | 23     | 0    | CF Os Belenenses |
| 1. portugalská liga 1990/91 | 4      | 0    | CF Os Belenenses |
| CELKEM 1. portugalská liga  | 280    | 8    |                  |